# Gregory Jones
Gregory Jones, född 17 augusti 1993, är en schweizisk bobåkare.

## Karriär
Vid EM 2025 i Lillehammer tog Jones brons tillsammans med Michael Vogt, Andreas Haas och Amadou Ndiaye i fyrmannabob.